# Le Chef d'œuvre
Pour plus de détails, voir Fiche technique et Distribution.
Le Chef d'œuvre est un film français réalisé par Georges Denola, sorti en 1912.

## Fiche technique
- Titre : Le Chef d'œuvre
- Réalisation : Georges Denola
- Scénario : Ray Rumac
- Photographie :
- Montage :
- Producteur :
- Société de production : Société cinématographique des auteurs et gens de lettres (S.C.A.G.L)
- Société de distribution :  Pathé Frères
- Pays d'origine :  France
- Langue : film muet avec les intertitres en français
- Format : Noir et blanc — 35 mm — 1,33:1 — Muet
- Genre : Comédie
- Métrage : 260 mètres
- Durée : 9 minutes
- Date de sortie :
  - France : 25 janvier 1912

## Distribution
- Jean Kemm : Oliver, le sculpteur
- Paul Capellani : l'élève
- Stacia Napierkowska : le modèle